# Brian Boitano

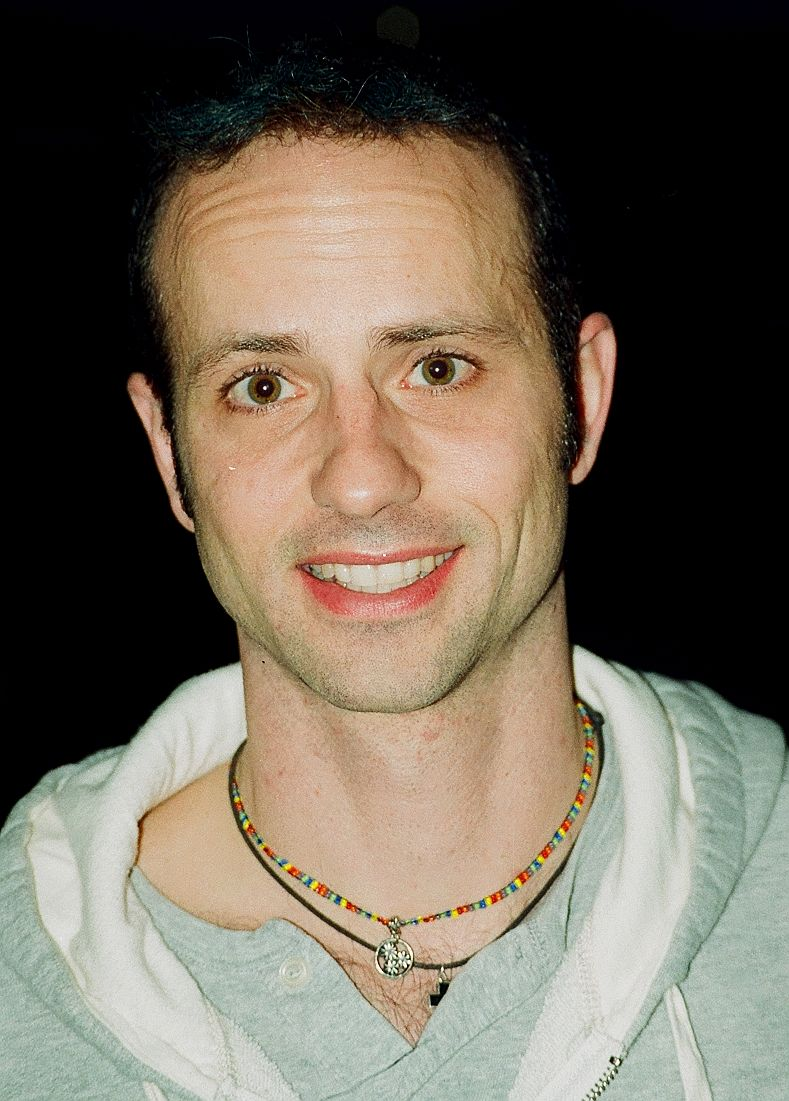
Brian Boitano

Brian Boitano, född 22 oktober 1963 USA, är en amerikansk konståkare som var fyrfaldig amerikansk mästare (1985-1988), vann två världsmästartitlar (1986, 1988) och guldmedaljör vid 1988 års OS i Calgary.
En karikatyr av Boitano som en superhjälte visas som en återkommande karaktär i den tecknade serien South Park. Filmen South Park: Bigger Longer & Uncut har ett musiknummer med titeln "What Would Brian Boitano Do?". Namnet på låten är en parodi på den populära slogan "What Would Jesus Do?". 